# 西橋正泰
西橋 正泰（にしはし まさひろ、1941年1月3日 - ）は、NHKの元アナウンサー。

## 来歴・人物
鹿児島県生まれ、大阪府で育つ。大阪府立三国丘高等学校、慶應義塾大学経済学部卒業後、1963年入局。初任地は京都で8か月間だった。
現役時代は、山口、大阪、広島、東京アナウンス室などで勤務し、放送総局アナウンス室次長、1996年より1年間アナウンス室長を歴任。役職定年後の1998年4月から『関西発ラジオ深夜便』アンカーを担当。中村宏アンカーと交替で出演してきたが、2012年3月16日深夜の放送を最後に勇退。

## 出演番組
- NHKニューススタジオ福岡
- NHKニュースネットふくおか
- 工房探訪・つくる（語り）
- 関西発ラジオ深夜便